# ايستر اينجليس
استير إنجليس ( /ˈɛstər ˈɪŋɡlz/ EST-er-_-ING-gəlz أو /ˈɛstər ˈɪŋlz/كان /ˈɛstər ˈɪŋlz/ EST-er-_-ING-əlz (1571-1624) كانت فنانة موهوبة في فن المنمنمات وعضوًا بارزًا في الطبقة الحرفية، حيث أتقنت مهارات متعددة في الخط والكتابة والتطريز. وُلِدت عام 1571، ويُرجَّح أن يكون مسقط رأسها إما في لندن أو دييب، قبل أن تنتقل لاحقًا إلى اسكتلندا حيث نشأت وتزوجت. اشتهرت إنغليس بتوقيع أعمالها وإدراج بورتريهات ذاتية لها أثناء الكتابة، على غرار جين سيغار، لكنها تميّزت عنها بقدرتها على بناء مسيرة مهنية ناجحة من خلال إعداد كتب مخطوطة مخصصة للرعاة الملكيين.
خلال حياتها، أنجزت نحو ستين كتابًا مصغرًا أظهرت فيها براعتها في الخط، مزينةً بالرسومات واللوحات الشخصية وأغلفة مطرزة. كرّست أعمالها بشكل أساسي للملوك، مثل إليزابيث الأولى ملكة إنجلترا وجيمس السادس والأول، إلى جانب شخصيات نافذة في عهدهما. توفيت حوالي عام 1624 عن عمر يناهز 53 عامًا.